# Jenő Kamuti
Jenő Kamuti (* 17. září 1937 Budapešť, Maďarsko) je bývalý maďarský sportovní šermíř, který se specializoval na šerm fleretem. Bratr László Kamuti reprezentoval Maďarsko v šermu fleretem. Maďarsko reprezentoval v padesátých, šedesátých a sedmdesátých letech. Na olympijských hrách startoval v roce 1960, 1964, 1968 a 1972 v soutěži jednotlivců a družstev. V soutěži jednotlivců získal na olympijských hrách 1968 a 1972 stříbrnou olympijskou medaili. V roce 1961, 1967 obsadil druhé a v roce 1973 třetí místo na mistrovství světa v soutěži jednotlivců. S maďarským družstvem fleretistů vybojoval v roce 1957 titul mistra světa a celkem čtyřikrát vybojoval s družstvem druhé místo (1961, 1962, 1966, 1970).